# Трибишталь
Трибишталь (нем. Triebischtal) — бывшая коммуна в немецкой федеральной земле Саксония. С 1 июля 2012 года вошла в состав общины Клипхаузен.
Подчиняется земельной дирекции Дрезден и входит в состав района Мейсен. Население составляет 4305 человек (на 31 декабря 2010 года). Занимает площадь 49,90 км². Официальный код  —  14 2 80 400.
Коммуна подразделялась на 20 сельских округов.

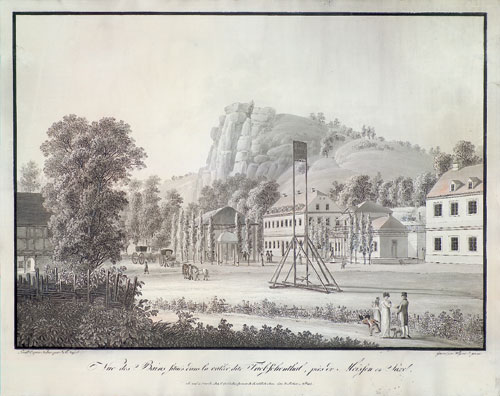
Трибишталь